# 민스크현

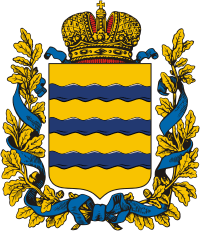
민스크현의 문장

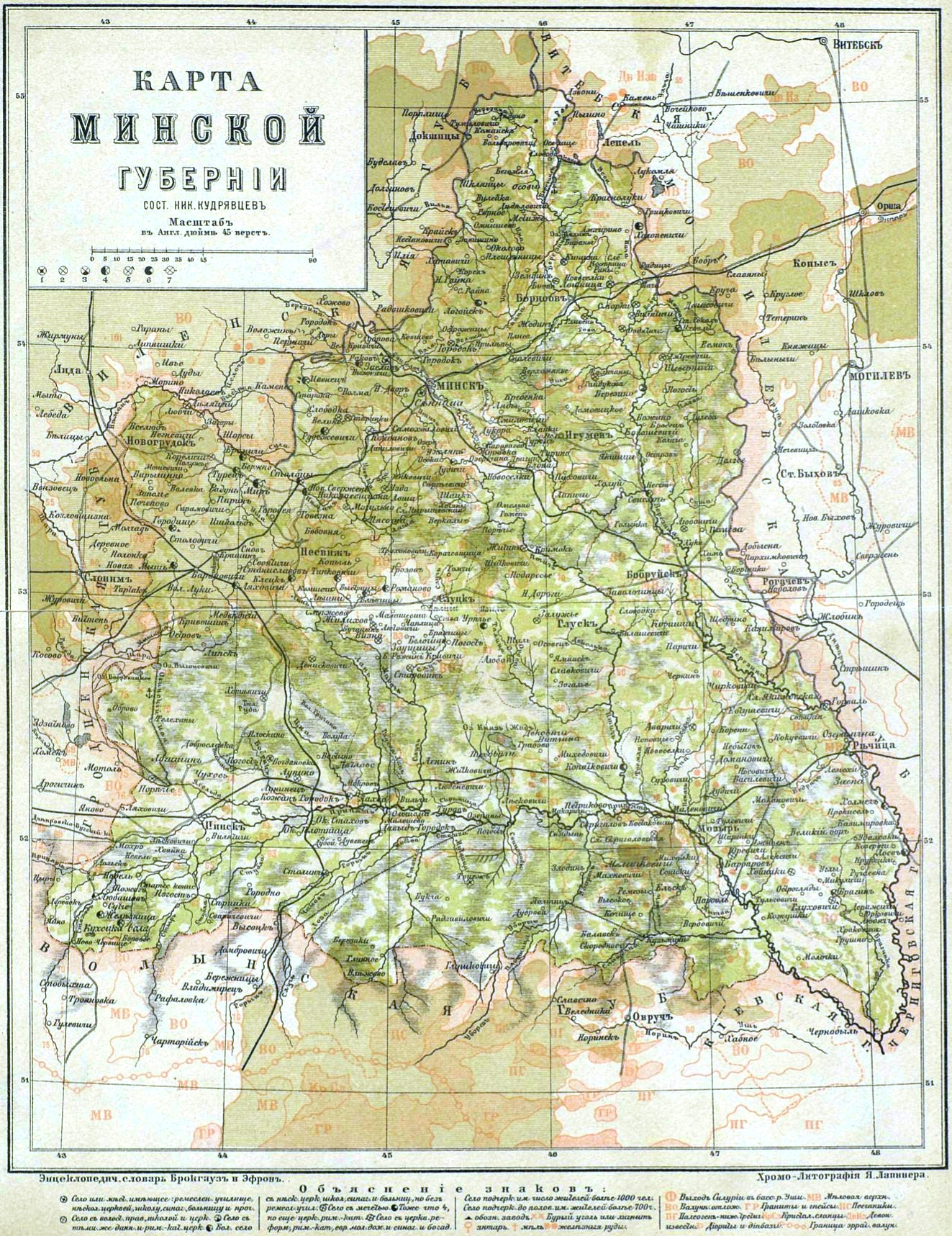
민스크현의 지도

민스크현(러시아어: Минская губерния)은 1793년부터 1921년까지 존재했던 러시아 제국의 현으로 현도는 민스크이며 면적은 89,323km2, 인구는 2,147,621명(1897년 당시 기준)이다. 현재의 벨라루스 민스크주, 브레스트주 동부, 마힐료우주 서부, 호멜주 서부에 걸쳐 있었다.